# Purépecha del Oeste de las Sierras (jezik)
Purépecha del Oeste de las Sierras jezik (Sierra Occidental Purépecha; ISO 639-3: pua), jedan od dva jezika kojim govore Taraski, indijanski narod u meksičkoj državi Michoacán. Pripada porodici tarascan, a govori ga 135 000 ljudi (2005 popiss).
Ima nekoliko dijalekata: cañada de los once pueblos, cantera, pamatacuaro, angahuán, nurío, arantepacua i cheran. Piše se latinocom. Drugi jezik je purépecha.

## Vanjske poveznice
- Ethnologue (14th)
- Ethnologue (15th)